# كأس الغارفي 1995
كأس الغارفي 1995 هو الموسم 2 من كأس الغارفي. أقيم خلال الفترة 14 مارس 1995 وحتى 19 مارس 1995، وكان عدد الأندية المشاركة فيه 8، وفاز فيه منتخب السويد لكرة القدم للسيدات.